# Hosh
Hosh war eine Alternative-Rock-Band aus Dithmarschen in Schleswig-Holstein.

## Bandgeschichte
Ursprünglich von den noch verbliebenen Gründungsmitgliedern Jan Robitzky und Mark Thomas Lemke Anfang der 1990er auf dem klassischen Weg als Metal-Schulband gegründet, fand sich die zuletzt bekannte, aus Dithmarschen stammende Bandbesetzung bereits Anfang 1994 zusammen. Nicht zuletzt aufgrund ihres schrittweise vollzogenen musikalischen Richtungswechsels gaben sich die fünf Freunde 1999 mit Hosh einen neuen Bandnamen, nachdem sie vorher bereits mit härteren Songs als Sceptic Acceptance regional bekannt wurden. Beim John Lennon Förderpreis 1997 war die Band bis ins Finale vorgestoßen.

## Single und Album
Nach der ersten Single Marie, die Anfang Dezember 2000 bei Eastwest Records erschien und auch auf dem Lord-of-the-Boards- sowie Hörsturz-Sampler vertreten war, und einer Tour im Vorprogramm von Liquido, Therapy? und VAST im Jahr 2000 wurde ein Debütalbum angekündigt. Mit den Songs des selbstbetitelten Albums ließ das Quintett seine deutlich wütendere Vergangenheit hinter sich, um melodischen Rock mit Alternative-Anleihen zu machen. 
Für den Sound sorgte der Produzent Mirko Schaffer, der auch als Gitarrist bei Sub Orange Frequency tätig war. Die Aufnahmen für das am 28. Mai 2001 erschienene Album fanden von Mitte November 2000 bis Mitte Januar 2001 in den Hamburger MOB-Studios statt. Für das Abmischen konnte man zusätzlich Ronald Prent (u. a. Guano Apes, Rammstein) gewinnen, der in den belgischen Galaxy Studios sechs der zwölf auf dem Album vertretenen Songs abmischte. 
Hosh nutzte auch das Internet als Vertriebsmedium. Nahezu zeitgleich zum Start von Virtual Volume, einer der ersten Plattenfirmen, die überwiegend auf das Internet setzten, entdeckten sie die neuen Möglichkeiten, sich selbst zu vermarkten. Im November 1999 wurden die Musiker von der Online-Community zu den ersten so genannten „Jukebox Heros“ gewählt und erhielten von dem angegliederten Label Virtual Records einen Plattenvertrag. In der Folge wurde ihnen einige mediale Aufmerksamkeit zuteil, etwa von lokalen Fernseh- und Hörfunkstationen wie Delta Radio, und sie konnten live bei NBC GIGA auftreten. 
Im Londoner Camden Palace traten sie als erste deutsche Rockband im Rahmen der „Feet First“-Konzerte in Großbritannien auf. 
2001 kam es zu einer Deutschlandtour, u. a. mit einem Auftritt beim Bizarre-Festival. Danach weigerte sich jedoch das Label Eastwest, das nach der Pleite von Virtual Records Hosh ins reguläre Programm übernommen hatte, eine zweite Single herauszubringen. Es folgte die Auflösung des Plattenvertrages. Die Band gab an, auf eigene Faust weitermachen zu wollen: Mehrere neue Songs wurden geschrieben, eine zweite Platte in Eigenregie in Aussicht gestellt, die jedoch offenbar nicht veröffentlicht wurde.
Es ist unklar, ob die Band noch existiert. Die Band-Webseite lässt diese Frage jedoch bereits seit mehreren Jahren offen, weswegen der Schluss naheliegt, dass dies nicht mehr der Fall ist.

## Diskografie
- 2000: Marie (Single)
- 2001: Hosh (Album)